# Lyssa zampa
Lyssa zampa är en fjärilsart som beskrevs av Butler 1773. Lyssa zampa ingår i släktet Lyssa och familjen Uraniidae. Inga underarter finns listade i Catalogue of Life.

## Bildgalleri

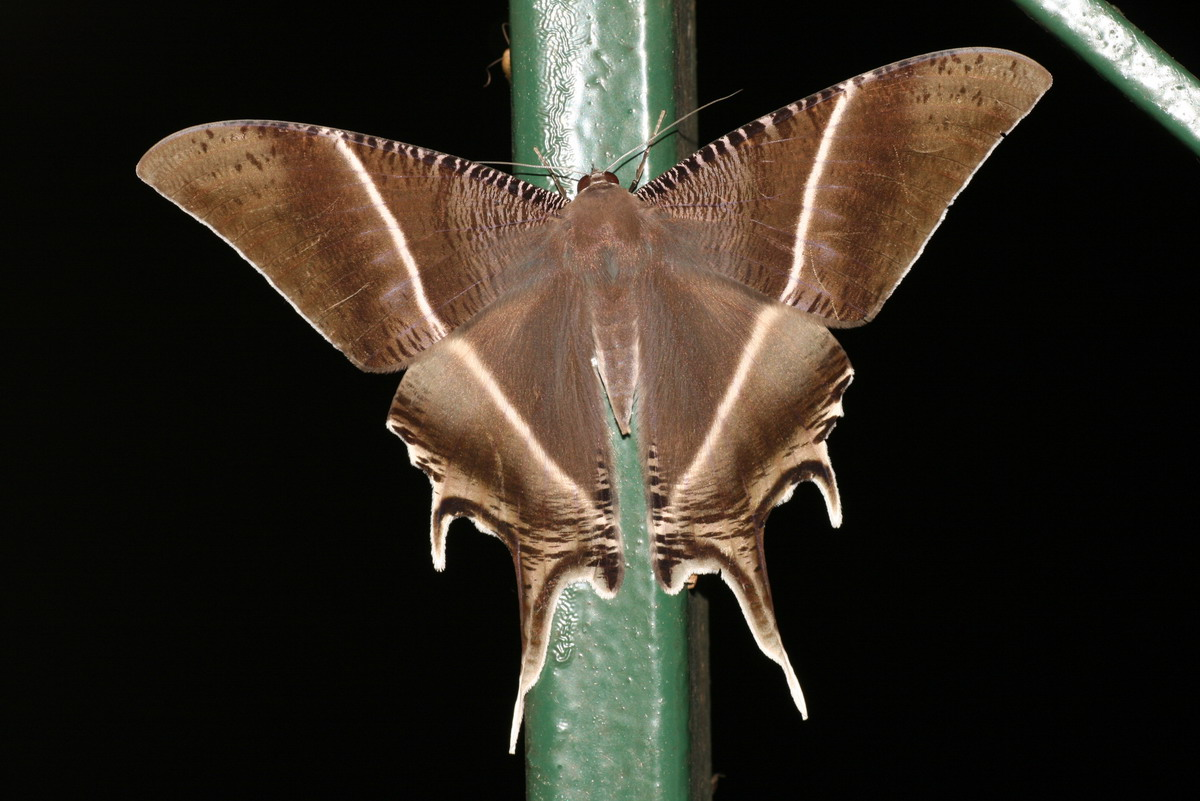
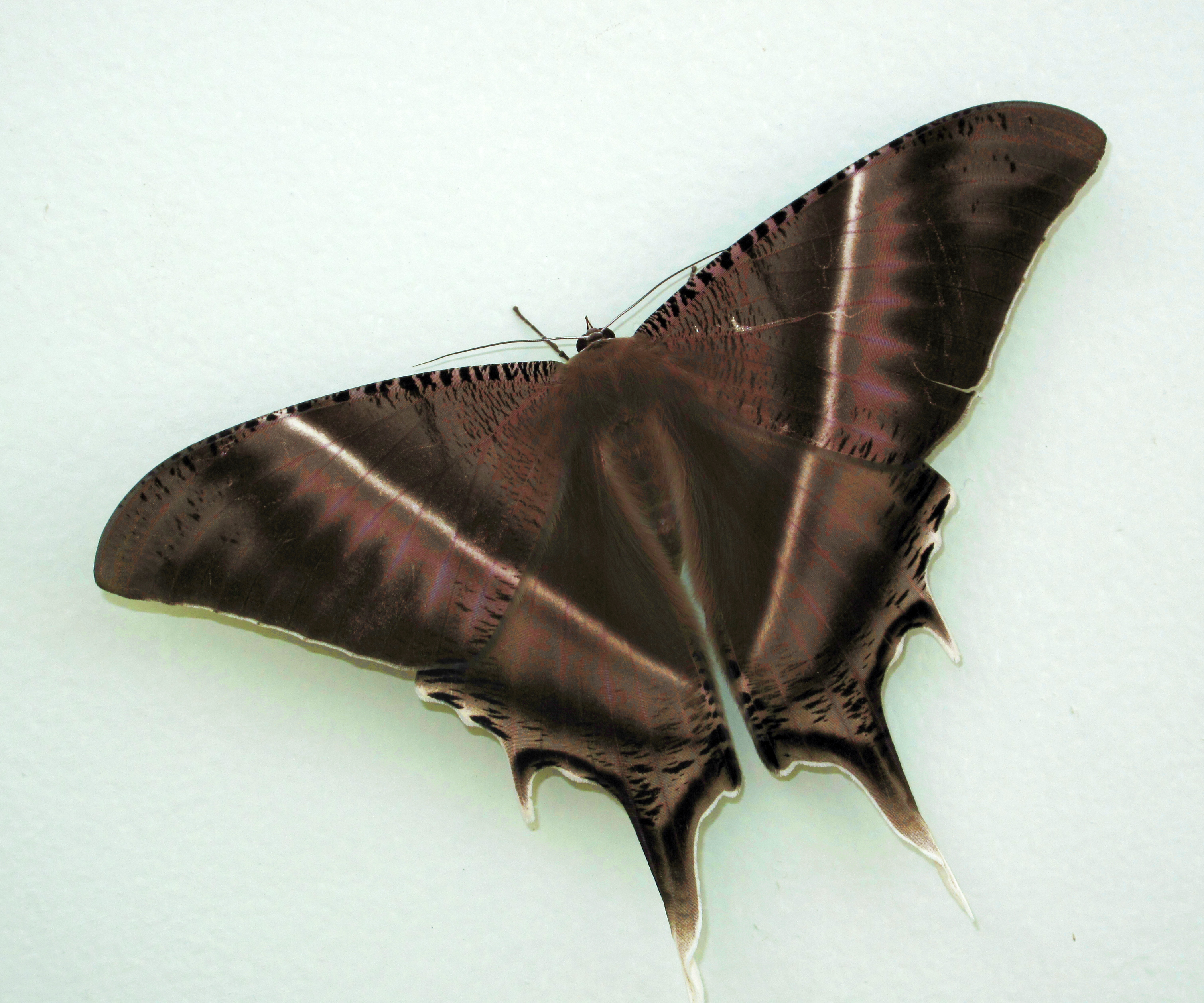
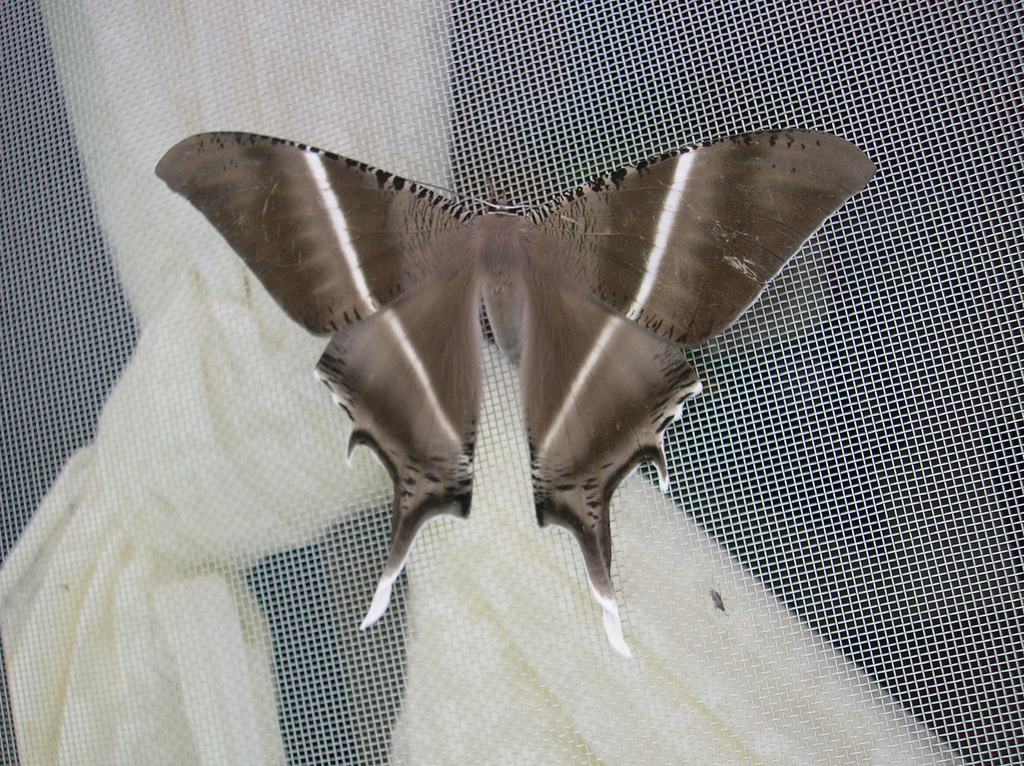
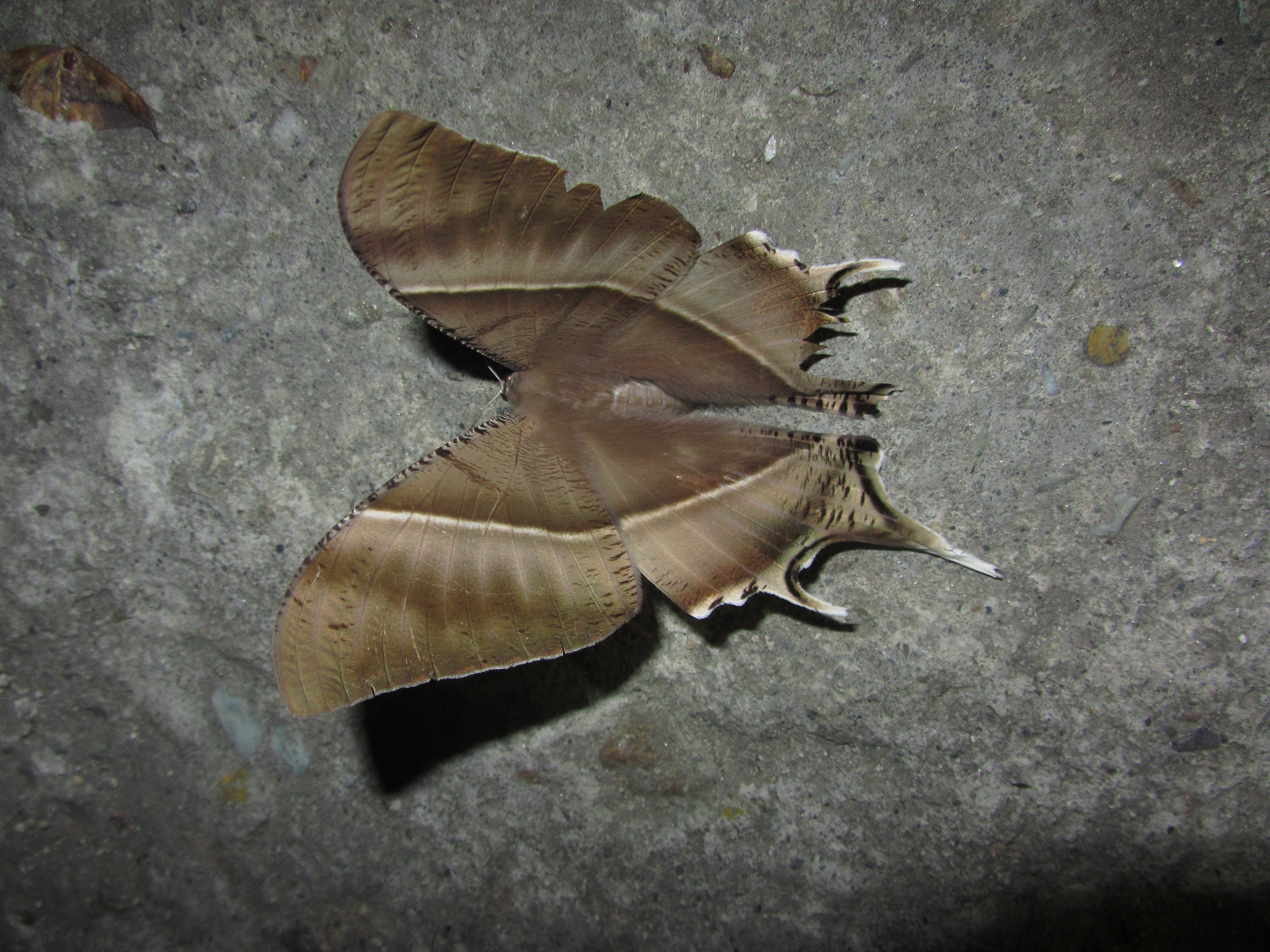